# Hypertragulidae
A Hypertragulidae az emlősök (Mammalia) osztályába és a párosujjú patások (Artiodactyla) rendjébe tartozó fosszilis család.

## Tudnivalók
A Hypertragulidae-fajok a középső eocén és a középső miocén korszakok között éltek, azaz 46,2—13,6 millió évvel ezelőtt; körülbelül 32,6 millió évig maradtak fent. Maradványaikat Észak-Amerikában és Eurázsiában találták meg. A mai állatok közül a kancsilfélék (Tragulidae) a legközelebbi rokonaik.
A kezdetleges kérődző családok egyike. A mellső lábaikon 4 ujj, míg a hátsókon csak 2 ujj volt. A Parvitragulus priscus csak 2,16 kilogrammos lehetett, míg a Hypisodus retallacki elérhette a 4,24 kilogrammot is.

## Rendszerezés
A családba az alábbi 7 nem tartozik:
- Andegameryx Ginsburg, 1971 - kora miocén; Európa
- Hypertragulus Cope, 1874 - típusnem; középső eocén-középső miocén; Észak-Amerika
- Hypisodus Cope, 1873 - középső eocén-középső oligocén; Észak-Amerika
- Nanotragulus Lull, 1922 - középső eocén-kora miocén; Észak-Amerika, Eurázsia
- Notomeryx
- Parvitragulus Emry, 1978 - késő eocén; Észak-Amerika
- Simimeryx

## Fordítás
- Ez a szócikk részben vagy egészben  a   Hypertragulidae című angol Wikipédia-szócikk ezen változatának fordításán alapul.  Az eredeti cikk szerkesztőit annak laptörténete sorolja fel. Ez a jelzés csupán a megfogalmazás eredetét és a szerzői jogokat jelzi, nem szolgál a cikkben szereplő információk forrásmegjelöléseként.